# Alnashetri
Alnashetri is een theropode dinosauriër, behorend tot de groep van de Coelurosauria, die tijdens het late Krijt leefde in het gebied van het huidige Argentinië. De enige benoemde soort is Alnashetri cerropoliciensis.

## Vondst en naamgeving
In 2005 werd door Peter Makovicky in de groeve van de Hoyada de los esfenodontes een skelet gevonden van een kleine theropode.
De soort werd in 2012 benoemd en beschreven door Makovicky, Sebastián Apesteguía en Federico Gianechini. De geslachtsnaam Alnashetri betekent "met slanke dijen" in het Günün-a-künna, de zuidelijke dialectgroep van de Tehuelche, de meer oorspronkelijke inwoners van de regio. De soortaanduiding verwijst naar een stadje nabij de vindplaats La Buitrera: Cerro Policia in de Argentijnse provincie Río Negro.
Het fossiel, holotype MPCA-477, is gevonden in een laag van de Candelerosformatie, die dateert uit het Cenomanien–Turonien, ongeveer 97 miljoen jaar oud. Het bestaat uit de in verband liggende achterpoten van een klein individu. Bewaard zijn gebleven: een stuk van het linkerdijbeen, de onderkanten van beide scheenbenen, het rechterkuitbeen, beide sprongbenen, beide hielbenen, beide tweede middenvoetsbeenderen, beide derde middenvoetsbeenderen, de bovenkant van het vierde linkermiddenvoetsbeen en een derde linkerteen. Het fossiel werd geprepareerd door Alejandro Navarro Falcón.

## Beschrijving

### Groote en onderscheidende kenmerken
Alnashetri heeft een geschatte lichaamslengte van een halve meter wat wijst op een gewicht van nog geen kilogram. Het is een warmbloedige bevederde tweevoeter.
Alnashetri heeft twee onderscheidende kenmerken. Tussen de voorkant van het onderste scheenbeen en de beenstijl die de buitenste gewrichtsknobbel ondersteunt, loopt een lage richel tot boven het niveau van de het scheenbeen overgroeiende opgaande tak van het sprongbeen. Het eerste en tweede kootje van de derde teen hebben deuken in de onderkant van de bases van hun onderste gewrichtsknobbels die van de putjes voor de gewrichtskapsels uit naar beneden, dat wil zeggen: de zoolzijde, lopen.

### Skelet
Het dijbeen heeft een korte en dikke nek. Door beschadigingen is de vorm van de bovenste trochanters onbekend. Een vierde trochanter aan de achterkant van de dijbeenschacht ontbreekt. De achterkant van de schacht is niet sterk afgeplat als bij de meeste alvarezsauriden. 
De unieke richel op de onderste voorkant van het scheenbeen heeft ongeveer tweemaal de lengte van de opgaande tak van het sprongbeen. De onderste beenstijl van het scheenbeen die contact maakt met het hielbeen is ongeveer even dik als dat element, niet dunner, een kenmerk dat gedeeld wordt met de Parvicursorinae. Het kuitbeen raakt de enkel, een basaal kenmerk. Echte beenwallen of uithollingen daartoe op de bovenste enkelbeenderen ontbreken echter. Het sprongbeen bevindt zich alleen aan de voorste onderrand van het scheenbeen, zonder de hele onderkant daarvan te overlappen. Sprongbeen en hielbeen zijn vergroeid tot een astragalocalcaneum waarvan de buitenste knobbel duidelijk hoger is, een basaal kenmerk. Afgeleid is echter dat de binnenste knobbel de vorm heeft van een scherpe boog die naar voren uitsteekt net als bij de Aziatische alvarezsauriden. Een andere overeenkomst daarmee is dat zich op het ondervlak een diepe trog bevindt tussen de knobbels. Die toont echter geen voorste groeve voor de pees van de strekkende spier. De trog loopt naar voren en boven, dus op de opgaande tak van het sprongbeen, over in een diepe fossa die vooral de buitenste knobbel sterk uitholt, een typisch alvarezsauride kenmerk. Op het diepste punt heeft deze uitholling een putje.
De middenvoet is langwerpig. Het tweede middenvoetsbeen is sterk overdwars afgeplat en korter dan het derde. De voet is niet arctometarsaal: het derde middenvoetsbeen wordt bovenaan niet toegeknepen. Het is aan de voorkant, als de voet als verticaal wordt gezien, volledig zichtbaar maar ook aan de zoolzijde. Het kromt onderaan iets naar de zoolzijde toe. Het kan zijn dat het vierde middenvoetsbeen als geheel robuuster is dan de andere twee en dat het onderaan verder van het derde afstaat maar beschadigingen maken dat onzeker.
Of de bewaarde kootjes inderdaad van de derde teen zijn. is onzeker. De putjes voor de gewrichtskapsels, aan beide zijden van de onderste gewrichtsknobbels, worden omgeven door dikke opstaande beenwallen. Die worden bovenaan ingesneden door kleine groeven die naar de zoolzijde toe lopen. De gevonden klauw is tamelijk kort en heeft een recht afgesneden bovenprofiel maar een sterk uitgeholde onderzijde.

## Fylogenie
De beschrijvers beklemtoonden dat Alnashetri vrij basaal in de Alvarezsauroidea geplaatst was, op grond van kenmerken van de enkel. Het zou daarmee de oudste alvarezsauroïde zijn die uit Argentinië bekend is, vijf à tien miljoen jaar ouder dan eerdere vondsten. In hun analyse valt Alnashetri echter ook in de Alvarezsauridae. De nadruk op het zijn van een alvarezsauroïde was bedoeld om de soort extra oud te laten lijken.
Het volgende kladogram laat de positie van Alnashetri in de evolutionaire stamboom zien:
|  | Albinykus baatar  |
|  |                   |
|  | Xixianykus zhangi |
|  |                   |

|  | Mononykus olecranus |
|  |                     |
|  | Shuvuuia deserti    |
|  |                     |

|  | Albinykus baatar  |
|  |                   |
|  | Xixianykus zhangi |
|  |                   |

|  | Mononykus olecranus |
|  |                     |
|  | Shuvuuia deserti    |
|  |                     |

|  | Albinykus baatar  |
|  |                   |
|  | Xixianykus zhangi |
|  |                   |

|  | Mononykus olecranus |
|  |                     |
|  | Shuvuuia deserti    |
|  |                     |

|  | Albinykus baatar  |
|  |                   |
|  | Xixianykus zhangi |
|  |                   |

|  | Mononykus olecranus |
|  |                     |
|  | Shuvuuia deserti    |
|  |                     |

|  | Albinykus baatar  |
|  |                   |
|  | Xixianykus zhangi |
|  |                   |

|  | Mononykus olecranus |
|  |                     |
|  | Shuvuuia deserti    |
|  |                     |

|  | Albinykus baatar  |
|  |                   |
|  | Xixianykus zhangi |
|  |                   |

|  | Mononykus olecranus |
|  |                     |
|  | Shuvuuia deserti    |
|  |                     |

|  | Albinykus baatar  |
|  |                   |
|  | Xixianykus zhangi |
|  |                   |

|  | Mononykus olecranus |
|  |                     |
|  | Shuvuuia deserti    |
|  |                     |

|  | Albinykus baatar  |
|  |                   |
|  | Xixianykus zhangi |
|  |                   |

|  | Mononykus olecranus |
|  |                     |
|  | Shuvuuia deserti    |
|  |                     |

|  | Albinykus baatar  |
|  |                   |
|  | Xixianykus zhangi |
|  |                   |

|  | Mononykus olecranus |
|  |                     |
|  | Shuvuuia deserti    |
|  |                     |

|  | Albinykus baatar  |
|  |                   |
|  | Xixianykus zhangi |
|  |                   |

|  | Mononykus olecranus |
|  |                     |
|  | Shuvuuia deserti    |
|  |                     |

|  | Albinykus baatar  |
|  |                   |
|  | Xixianykus zhangi |
|  |                   |

|  | Mononykus olecranus |
|  |                     |
|  | Shuvuuia deserti    |
|  |                     |

|  | Albinykus baatar  |
|  |                   |
|  | Xixianykus zhangi |
|  |                   |

|  | Mononykus olecranus |
|  |                     |
|  | Shuvuuia deserti    |
|  |                     |

|  | Albinykus baatar  |
|  |                   |
|  | Xixianykus zhangi |
|  |                   |

|  | Mononykus olecranus |
|  |                     |
|  | Shuvuuia deserti    |
|  |                     |

|  | Albinykus baatar  |
|  |                   |
|  | Xixianykus zhangi |
|  |                   |

|  | Mononykus olecranus |
|  |                     |
|  | Shuvuuia deserti    |
|  |                     |

|  | Albinykus baatar  |
|  |                   |
|  | Xixianykus zhangi |
|  |                   |

|  | Mononykus olecranus |
|  |                     |
|  | Shuvuuia deserti    |
|  |                     |

|  | Albinykus baatar  |
|  |                   |
|  | Xixianykus zhangi |
|  |                   |

|  | Mononykus olecranus |
|  |                     |
|  | Shuvuuia deserti    |
|  |                     |